# Lophozia patagonica
Lophozia patagonica là một loài Rêu trong họ Jungermanniaceae. Loài này được Herzog & Grolle mô tả khoa học đầu tiên năm 1959.